# Midnight Oil (musikalbum)
Midnight Oil är den australiska musikgruppen Midnight Oils debutalbum, utgivet 1978.

## Låtlista
1. "Powderworks" (Hirst/Moginie/Rotsey/Garrett) - 5:35
2. "Head Over Heels" (Hirst/Rotsey/Moginie) - 4:05
3. "Dust" (Moginie/Garret/Hirst) - 3:20
4. "Used and Abused" (Hirst/Moginie) - 3:12
5. "Surfing With a Spoon" (Hirst/Moginie/Rotsey/Garrett) - 5:22
6. "Run By Night" (Moginie/Hirst/Rotsey) - 3:57
7. "Nothing Lost - Nothing Gained" (Moginie) - 8:28

## Medverkande
- Peter Garrett - sång
- Rob Hirst - trummor, sång
- Andrew James - bas
- Jim Moginie - gitarr, keyboard
- Martin Rotsey - gitarr